# Marcelina Chávez
Marcelina Chávez Salazar (Cochabamba, 20 de febrero de 1958 − ibídem, 16 de abril de 2014) fue una política y dirigente minera boliviana. Desempeñó el cargo de senadora en la Asamblea Legislativa Plurinacional de Bolivia representando al Departamento de Cochabamba desde enero de 2010 hasta abril de 2014.

## Biografía
Marcelina Chávez nació en la ciudad de Cochabamba, departamento de Cochabamba, Bolivia, el 20 de febrero de 1958. Se desempeñó como representante en la agrominería y en 1976 fue fundadora de la Federación Departamental de Mujeres Campesinas de Cochabamba “Bartolina Sisa”. 
En 2010 fue elegida senadora de Bolivia por el partido del Movimiento al Socialismo (M.A.S - I.P.S.P) representando al Departamento de Cochabamba en la Asamblea Legislativa Plurinacional de Bolivia.
Marcelina Chávez se internó en abril de 2014 en la Caja Petrolera de Salud, falleciendo en dicha clínica de la ciudad de Cochabamba el 16 de abril de 2014 a los 56 años de edad, debido a una complicación en uno de sus pulmones por problemas respiratorios.